# Jean-Christophe Bette
Jean-Christophe Bette   (Saint-Germain-en-Laye, 3 de desembre de 1977) és un remer francès, ja retirat, guanyador d'una medalla olímpica.
El 2000 va prendre part en els Jocs Olímpics d'Estiu de Sydney, on guanyà la medalla d'or en la prova del quatre sense timoner lleuger del programa de rem. Formà equip amb Laurent Porchier, Yves Hocde i Xavier Dorfman. Després de no poder classificar-se per disputar els Jocs d'Atenes del 2004, el 2008, va disputar els Jocs de Pequín, on fou quart en la prova del quatre sense timoner lleuger.
En el seu palmarès també destaquen nou medalles en el Campionat del món de rem, cinc d'or, dues de plata i dues de bronze, entre les edicions de 1998 i 2012. També guanyà dues medalles d'or en el Campionat d'Europa de rem i una medalla d'or en els Jocs del Mediterrani de 2005. A nivell nacional guanyà tretze campionats francesos entre el 1993 i el 2010.
Una vegada retirat passà a treballar a l'empresa EDF, al Groupement de Maintenance Hydraulique Alpes.